# Odeon Cinemas

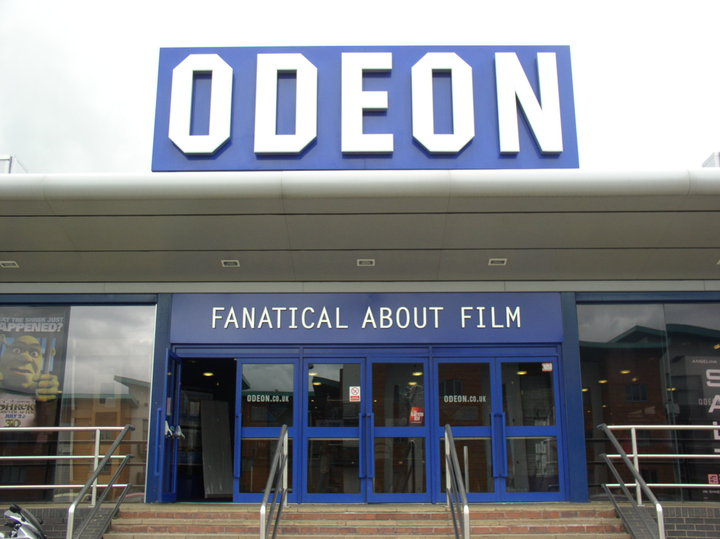
Odeon Cinema à Merry Hill, West Midlands

Odeon Cinemas est un groupe d’exploitation cinématographique actif au Royaume-Uni et en Irlande, propriété du groupe UCI Cinemas (avec lequel il a fusionné) et filiale de Terra Firma Capital Partners.